# Rhu-Na-Haven

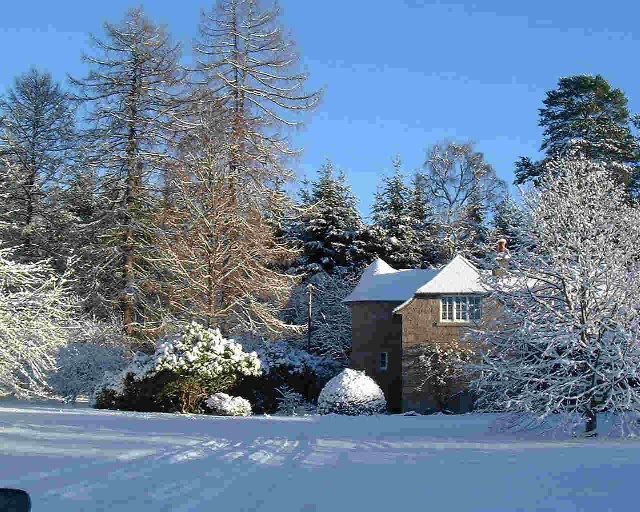
Rhu-Na-Haven

Rhu-Na-Haven ist eine Villa nahe der schottischen Ortschaft Aboyne in der Council Area Aberdeenshire. 1972 wurde das Bauwerk in die schottischen Denkmallisten in der höchsten Denkmalkategorie A aufgenommen. Seine Pforte mit der Lodge sowie die Gärten sind separat als Kategorie-B-Bauwerke klassifiziert. Zusammengefasst bilden die Bauwerke ein Denkmalensemble der Kategorie B.

## Geschichte
Die Villa wurde im Jahre 1907 errichtet. Für den Entwurf zeichnet der schottische Architekt und Designer Robert Lorimer verantwortlich. Mit der aufwändigen Ausgestaltung der Innenräume wurde Lorimer neben den Künstlern Louis Deuchars und Scott Morton betraut. Das schmiedeeiserne Tor gestaltete Thomas Hadden. Die Flügel wurden vier Jahre später ergänzt. Rhu-Na-Haven wurde in zwei Publikationen thematisiert.

## Beschreibung
Rhu-Na-Haven steht isoliert am linken Ufer des Dee rund 300 Meter außerhalb von Aboyne. Die zweistöckige Arts-and-Crafts-Villa weist einen L-förmigen Grundriss auf. Sie weist regionaltypische architektonische Elemente auf, zum Beispiel das Sichtmauerwerk aus Granitquadern.
Im Innenraum sind die hochwertigen Arbeiten und Täfelungen aus Eichenholz, die Beleuchtungsmittel mit Silberapplikationen sowie die ornamentierten Kamine hervorzuheben.
Die 1911 errichtete, einstöckige Lodge weist einen quadratischen Grundriss auf. Die Hauptfassade des von Lorimer entworfenen Gebäudes ist drei Achsen weit. Es schließt mit einem geschweiften, schiefergedeckten Pyramidendach.
Eine Steinmauer aus Genickbruch umfriedet die länglichen Gärten, die um 1911 durch Lorimer erbaut wurden. Ein ornamentiertes Tor mit Ahornmotiven führt zu den Gärten. An der Ostseite befindet sich eine kleine Töpferstube mit rundbogigen Öffnungen und Walmdach. Ein einstöckiges Gebäude mit Mansarde beherbergte einst die Bedienstetenquartiere.